# Germen de cereal

El germen  dels cereals és la part reproductiva que germina per a convertir-se en una planta; és l'embrió de la llavor. Junt amb el segó, el germen sovint és un subproducte de la molta del gra que produeix productes refinats derivats dels grans, grans de cereals i se seus components, com l'oli de germen de blat, oli de segó d'arròs, i oli de moresc poden ser usats com una font d'oli vegetal o es fan servir directament com ingredeint alimentari.
A la dreta, vegeu un esquema de la llavor del blat, amb el germen i altres parts indicades, i amb el seu valor nutritiu.

## Germen de blat
El germen de blat és una font concentrada de diversos nutrients essencials incloent la vitamina E, folat (àcid fòlic), fòsfor, tiamina, zinc i magnesi, com també àcids grassos essencials i alcohols grassos. És una bona font de fibra dietètica. El pa blanc està fet fent servir farina a la qual se li ha tret el germen del blat.
El germen de blat es pot afegir a diveros productes flequer i lactis.
El pa blanc es pot tornar ranci si no s'emmagatzema adequadament a la nevera o el congelador, i allunyat de la llum solar.
És un error del laboratori USDA's Nutrient Data Laboratory (http://www.nal.usda.gov/fnic/foodcomp/search/ Arxivat 2015-03-03 a Wayback Machine.) —i moltes webs que han obtingut les dades d'aquest laboratori— registrar que no hi ha vitamina E en el germen de blat cru.

## Altres usos
En biologia molecular, es fa servir l'extracte de germen de blat per a portar a terme experiments de translació gènèticaa in vitro, ja que l'embrió de la planta conté tots els components macromoleculars necessaris per a fer-los.
En bioquímica el germen de blat també és útil, ja que conté lecitines que s'enllacen fortament a certes glucoproteïnes i, per tant, es poden fer servir per aïllar aquestes proteïnes.